# Paul Brunat
Paul Brunat (Bourg-de-Péage, 30 juni 1840 - Parijs, 7 mei 1908) was een Frans industrieel, bestuurder en zakenman. Hij speelde een belangrijke rol in de economische relaties tussen Frankrijk, Japan, China en Indochina in de 19e eeuw.

## Levensloop
Brunat was al meerdere generaties een belangrijke familie in Bourg-de-Péage waar zowel zijn grootvader als zijn vader al het ambt van burgemeester hadden bekleed. Zijn vader had er een spinnerij en een zijdefabriek in Saint-Jean-en-Royans. Zoon Paul studeert aan een lyceum maar wordt ook thuis in de zijdebewerking ingewerkt. Wanneer financiële problemen de vader dwingen het faillissement van het bedrijf aan te vragen zoekt Paul Brunat werk in andere bedrijven in de textielsector. Hij komt in 1861 terecht in een textielhandel in Cadix. In 1863 waagt hij de overstap naar Hecht Lielienthal & Cy, een bedrijf uit Lyon dat zijde importeert uit Japan. De wederzijdse handelsrelaties tussen Frankrijk, en Lyon in het bijzonder en Japan, in Yokohama hadden sinds 1859 een duw in de rug gekregen op vraag van zowel keizer Napoleon III als keizer Meiji aan de vooravond van diens Meiji-restauratie.
Op 12 maart 1866 wordt Brunat als inspecteur door zijn bedrijf naar hun vestiging in Yokohama gestuurd. In 1869 na een inspectiereis door het Japans hinterland dringt hij in een rapport aan op de introductie van mechanisatie en stoommachines in de zijdeproductie. Wanneer in 1870 een overeenkomst wordt afgesloten tussen Japan en Frankrijk voor de installatie van een moderne gemechaniseerde zijdefabriek, wordt Paul Brunat door zijn bedrijf naar voor geschoven als projectleider. Alvorens terug te keren naar zijn thuisland voor de voorbereiding gaat hij op zoek naar een geschikte locatie in Gunma, al eeuwenlang gekend om zijn kweek van zijderupsen. Op 29 november 1870 tekent hij als dertigjarige een overeenkomst met het Japans ministerie van financiën die hem persoonlijk engageert, en waarmee hij de grond aankoopt. De keuze viel op een terrein in Tomioka, dicht bij een rivier (voor water), en een kolenmijn (voor brandstof voor de stoommachines). De Franse architect Edmond Auguste Bastien die ook in Japan al actief was en al mee had gebouwd aan de nieuwe scheepswerven in Yokosuka, tekent op een dikke maand tijd een plan uit en verzamelt de nodige bestekken. De bouw begint dan ook begin 1871, een gebouw met Japanse invloeden maar ook sterke westerse elementen, in het bijzonder door het gebruik van bakstenen.
Brunat keert terug naar Frankrijk en Lyon om machines aan te kopen en Franse vakmensen aan te nemen. Een equipe van twee ingenieurs, Justin Bellen en Paul Prat, vier spinsters, Marie Charay, Louise Monier, Clorinde Vielfaure en Alexandrine Vallent en drie spinners, Louis Bourguignon, Charles Lescot en Jules Chatron zijn bereid naar Japan te emigreren om daar de productie te superviseren en de plaatselijke Japanse medewerkers op te leiden. Paul Brunat maakt van zijn verblijf in Frankrijk ook gebruik te huwen, op 18 september 1871 huwt hij in het stadhuis van het 18e arrondissement van Parijs met de dan zesentwintig jarige Alexandrine Emilie Lefébure-Wély, dochter van de dan reeds overleden bekende organist en componist Louis James Alfred Lefébure-Wély. In februari 1872 vertrekken Brunat en echtgenote samen met de Franse equipe naar Japan waar de bouw inmiddels ver gevorderd is. De bouwwerken worden afgerond in juli 1872, de inhuldiging van de fabriek volgt op 4 november 1872.
In 1873 draait de fabriek op volle capaciteit, met 400 weefsters. De inplanting wordt al in 1874 gekopieerd op drie locaties in Japan, er zouden er in totaal 600 volgen.
Brunat heeft zijn werk voltooid in Japan en vertrekt na afloop van zijn contract op 15 februari 1876 naar China, waar hij zich zal vestigen in Shanghai voor de Chinese zijde-export, aangenomen hiervoor door de Amerikaanse firma Russell & C°. In 1878 wordt een filiaal geopend, Kee Chong Filatures Association, waar de industriële zijdeproductie wordt opgestart. In 1880 kent die firma al een grote expansie. Brunat wordt erkend als zakelijk talent, correct onderhandelaar en met grote expertise. Hij is Te Shanghai actief voor de Franse kamers van koophandel. Wanneer de relaties in de internationale zones van Shanghai verzuren staat Brunat op het punt de stad te verlaten en terug te keren, wanneer hij vanuit Frankrijk gevraagd wordt de Franse commerciële belangen in de zijdehandel te gaan verdedigen in Cochin-China, ook gekend als Tonkin. Hij aanvaardt de opdracht op 19 juli 1884, en bereikt langs Hongkong en Hải Phòng op 1 oktober dat jaar Hanoi. Hij verkent de regio en rapporteert eind dat jaar in Frankrijk over de opportuniteiten. I
Brunat keert terug naar Shanghai en werkt van daaruit voor de Franse belangen in het hele gebied te verdedigen. Hij is er trouwens ook de voorzitter van de gemeenteraad van de Franse concessie in de stad. Hij wordt op 14 december 1900 erkend voor zijn verdiensten door een benoeming als Ridder in het Franse Legioen van Eer.
In september 1907 verlaat Brunat definitief China. Hij bezoekt op de terugreis nog eens de site in Tomioka alwaar hij geëerd wordt voor zijn werk, en keert dan terug naar Frankrijk.
Brunat overleed in zijn Parijse woning aan de boulevard Émile Augier op 7 mei 1908. Op 9 mei 1908 werd hij met militaire eer begraven op het Cimetière du Père-Lachaise.
Yutaka Iimura, de ambassadeur in Frankrijk van Japan stelde in Lyon bij een bijeenkomst en tentoonstelling van de Cercle de l’Union op 26 maart 2009 het als volgt:

un Français, originaire de la région de Lyon, est particulièrement connu pour son apport considérable au projet de modernisation du Japon. Il s’agit de Paul Brunat, qui conseilla et dirigea la construction et les débuts de l’activité de la filature de Tomioka. Celle-ci fut la première du Japon à être équipée de métiers mécaniques et se situe à environ 100km au Nord de Tokyo.

Sans l’aide de la France, la modernisation du Japon aurait sûrement été très différente.

(een Fransman, afkomstig uit de regio van Lyon, is in het bijzonder bekend om zijn aanzienlijke bijdrage aan het moderniseringsproject van Japan. Het gaat om Paul Brunat, die de constructie en de opzet van de bedrijvigheid in de zijdefabriek van Tomioka begeleidde en stuurde. Deze fabriek was de eerste in Japan voorzien van mechanische hulpmiddelen en bevindt zich zo'n 100 km ten noorden van Tokio.
Zonder de hulp van Frankrijk zou de modernisering van Japan ongetwijfeld heel verschillend geweest zijn.)
— Yutaka Iimura (2009)